# Secret défense (film, 2008)
Pour les articles homonymes, voir Secret défense (homonymie).
Pour plus de détails, voir Fiche technique et Distribution.
Secret défense est un film d'espionnage dramatique réalisé par Philippe Haïm, sorti en décembre 2008 en France et aux États-Unis, avec Gérard Lanvin et Vahina Giocante. Il met en scène les parcours croisés de deux personnages utilisés et manipulés, l'un  par les services de renseignement et l'autre par un groupe terroriste. La DGSE, les services de renseignement français, n'a pas participé au tournage mais plusieurs anciens agents du renseignement ont aidé à la préparation du film en tant que consultants.
Malgré son point de vue critique sur la DGSE, le film se termine sur une phrase très gratifiante  pour celle-ci : « depuis le 11 septembre 2001, les services français ont déjoué plus de 15 tentatives d'attentats sur le territoire national ».

## Synopsis
Un groupe terroriste est identifié à Damas par les agents de la DGSE. Alex, (Gérard Lanvin) chef d'équipe à la DGSE recrute Diane (Vahina Giocante), étudiante en langues orientales et petite amie de son fils comme nouvel agent. Elle suit un entraînement pour se fondre dans la foule et obtenir des renseignements.
Dans le même temps à Lille, Pierre, (Nicolas Duvauchelle) un petit voyou, est envoyé en prison et se lie d'amitié avec un réseau djihadiste qui l'envoie se former dans un camp d'entraînement en Afghanistan pour commettre des attentats.
Apprenant que le point faible du chef de la cellule, Al Barad (Simon Abkarian), soupçonné de la préparation d'attentats, est la fréquentation de femmes, Alex envoie Diane au Liban à Beyrouth sous l'identité de Delphine Boileau, négociante en vin où elle découvre qu'il va se passer quelque chose le 18 juin.
Démasquée, elle est emmenée à Paris par Al-Barad qui veut assister à l'attentat qu'il prépare. Dans le même temps, Pierre, qui se fait appeler Aziz, revient à Paris avec du gaz toxique pour commettre un attentat dans le métro. Al-Barad est arrêté mais Diane cherche où se trouve la mallette contenant le gaz toxique. Elle la repère et suit la camionnette où Pierre est équipé avec une ceinture explosive. Il emprunte la ligne 4 du métro et se prépare à se faire exploser. Diane réussit à l'en empêcher et le fait arrêter par la sécurité. 
Elle apprend ensuite que son amant n'était pas le fils d'Alex mais en réalité un recruteur de la DGSE et qu'il l'a manipulée pour qu'Alex la rencontre.
On apprend aussi au moment de l'interrogatoire subi par Al Barad, que l'ex-client de Lisa (Saïd Amadis), est, en fait, lui aussi un agent de la DGSE, envoyé par Alex, comme véritable équipe, derrière Diane, qui, sans le savoir, était envoyée comme écran de fumée.
Alex se recueille ensuite devant la plaque commémorative des agents morts en mission.

## Fiche technique
- Titre original : Secret défense
- Titre international : Secret of State
- Réalisation : Philippe Haïm
- Scénario : Philippe Haïm, Julien Sibony et Nathalie Carter
- Musique : Alexandre Azaria (Replicant)
- Décors : Ambre Sansonetti
- Photographie : Jérôme Alméras
- Montage : Sylvie Landra
- Producteur : Yves Marmion
- Production et distribution : UGC
- Budget : 11 000 000 €
- Format : 35 mm - couleur - ratio : 2,35:1
- Genre : film d'espionnage
- Durée : 100 minutes
- Date de sortie : décembre 2008 ( France)
- Langue : français

## Distribution
- Vahina Giocante : Diane /Delphine/ Lisa, étudiante en langues orientales, recrutée par la DGSE pour infiltrer le réseau terroriste d'Al-Barad.
- Gérard Lanvin : Alex, chef de service à la DGSE, officier traitant de Diane, froid, sec, patriote.
- Nicolas Duvauchelle : Pierre / Aziz, petit dealer lillois, manipulé et recruté par la cellule dormante du réseau terroriste international d'Al-Barad en France pour commettre un attentat au gaz VX dans le métro parisien.
- Rachida Brakni : Leïla / Chadia, instructrice à la DGSE, formatrice de Diane, victime du réseau terroriste d'Al-Barad
- Simon Abkarian : Al Barad (Abou Ghadam), chef libanais d'un réseau terroriste international voulant commettre un attentat au gaz VX en France, cultivé, aussi glacial qu'un iceberg.
- Catherine Hiegel : Mère de Pierre, femme abîmée par la vie, n'aimant pas son fils et finissant par le renvoyer de chez elle.
- Mehdi Nebbou : Ahmed, officier à la DGSE, soupçonné de trahison envers le service.
- Aurélien Wiik : Jérémy
- Nicolas Marié : Fouche
- Katia Lewkowicz : Aline
- Kamel Belghazi : Aziz
- Djemel Barek : Khaled
- Ruben Alves : Loïc
- Carim Messalti : Hajj
- Hassam Ghancy : Danar
- Salem Kali : Salem
- Moussa Maaskri : Slim
- Saïd Amadis : le client de Lisa, membre de la DGSE
- Jérôme Bertin : chef d'État-major particulier du président
- Bertrand Liebert : le directeur des opérations
- David Krüger : l'interrogateur de la DGSE
- Malek Chebel : lui-même
- Antoine Sfeir : lui-même

## Autour du film
Bien que Secret défense soit un film de fiction, lors de l'écriture du scénario, Philippe Haïm s'est entouré de plusieurs consultants pour rendre l'histoire réaliste. Le Centre de la DGSE, tel que représenté, relève de la fiction pure, le réalisateur n'y ayant pas eu accès. Cependant les situations et le profil des personnages se rapprochent de la réalité : Philippe Haïm a consulté Malek Chebel, islamologue (courte apparition), Antoine Sfeir, rédacteur en chef des Cahiers de l'Orient (tous deux interprètent dans le film un personnage de consultant de la DGSE), Éric Denécé, Jean Guisnel, grand reporter au Point et d'anciens employés de la DGSE.
L'un des lieux de tournage du film fut le Fort neuf de Vincennes, situé dans le 12e arrondissement de Paris.